# V3〜青春カバー〜
『V3〜青春カバー〜』（ブイスリー せいしゅんカバー）は、つんく♂のカバー・アルバム。 2006年6月28日にzetimaから発売された。

## 内容
つんく♂がシャ乱Q活動再開後にリリースしたアルバム。前作アルバム『タイプ2』の続編といえる内容で、自らがこだわりを持っている打ち込みミュージックを軸に、青春ソングを中心にカバーした。

## 収録曲
1. シングルベッド（原曲：シャ乱Q）
作詞：つんく　作曲：はたけ　編曲：高橋諭一
2. 青春の影（原曲：チューリップ）
作詞・作曲：財津和夫　編曲:高橋諭一
3. 悲しい色やね - 原曲:上田正樹
作詞：康珍化　作曲：林哲司　編曲：高橋諭一
4. Don't Cry My Love - 原曲:長渕剛
作詞：吉見佑子・長渕剛　作詞：長渕剛　編曲：高橋諭一
5. 気がつけば あなた - 原曲:松浦亜弥
作詞・作曲：つんく 編曲：高橋諭一
6. 月のあかり - 原曲:桑名正博
作詞：下田逸郎　作曲：桑名正博　編曲：鈴木俊介
7. 遠くで汽笛を聞きながら - 原曲:アリス
作詞：谷村新司 作曲：堀内孝雄 編曲：鈴木俊介
8. トワイライト・アヴェニュー - 原曲:スターダスト・レビュー
作詞：竜真知子　作曲：根本要　編曲：高橋諭一
9. MOONLIGHT BLUES - 原曲:CHAGE and ASKA
作詞・作曲：ASKA　編曲:鈴木俊介
10. ピエロ - 原曲：松山千春
作詞・作曲：松山千春　編曲：高橋諭一
11. 情けない週末 - 原曲：佐野元春
作詞・作曲：佐野元春　編曲：鈴木俊介
12. まごころの道 - 原曲：美勇伝
作詞・作曲：つんく　編曲：鈴木俊介

## 参加ミュージシャン
- 高橋諭一 - プログラミング、ギター(#1 - 5、8、10)、コーラス(#3、4)
- 鈴木俊介 - プログラミング、ギター(#6、7、9、11、12)
- 鎌田浩二 - ギター(#1)、ディレクター(#ALL)
- 竹内浩明 - コーラス(#3、7 - 9、12)
- 久礼聡史 - コーラス(#1)
- 松浦亜弥 - コーラス(#5)
- 堀内孝雄 - コーラス(#7)
- 竹上良成 - サックス(#3、8)
- スティング宮本 - ベース(#1、2、6 - 9)
- 松本圭司 - ピアノ(#1、2、4)
- 中西康晴 - ピアノ(#7、11)
- 河合代介 - 電子ピアノ(#6)
- 佐々木史郎（BACCHUS） - フリューゲルホルン(#11)